# Сомюр
Сомю́р (фр. Saumur) — город во французской долине Луары. Расположен  департаменте Мэн и Луара на левом берегу Луары при впадении в неё реки Туэ. Супрефектура округа Сомюр. Население 29 857 человек (1999).

## Экономика
Сомюр — центр винодельческого района долины Луары, обычно объединяемого с Анжу. Близость к военной кавалерийской школе (фр.), а также наличие подходящих условий для выращивания винограда в начале XIX века сделали этот район главным конкурентом провинции Шампань в производстве игристых вин. Здесь были основаны дома игристых вин Ackerman (1811), Luis de Grenelle (1859) и другие известные марки. Успеху бизнеса способствовали потребители из состава офицеров армии. По этой же армейской традиции здесь стали производиться и более крепкие напитки в виде ликёров.
Туристов в Сомюр привлекают не только виноделие, но и расположенный в городе замок Сомюр и находящаяся неподалёку подземная крепость Брезе. Сомюрский музей бронетанковой техники (фр.) считается одним из крупнейших и лучших в мире, занимая, в частности, первое место по числу экспонатов.

## История
В 845 году Сомюр был разграблен датским викингом Хастингом (фр. Hasting; 810—893), предполагаемым сыном Рагнара Лодброка (ум. 865). По одной из версий, этому городу обязан своим именем знатный англо-нормандский род Сеймуров (по другой версии, фамилия происходит от деревни Saint-Maur-sur-Loire).
С марта 1599 года и до отмены Нантского эдикта (1685) в Сомюре существовала первая во Франции Теологическая академия гугенотов (фр. Académie de Saumur), основанная Филиппом Дюплесси-Морне и достигшая своего расцвета при Моизе Амиро, профессоре академии в 1633—1664 годах, но вместе с тем прослывшая среди голландских и швейцарских кальвинистских богословов рассадником ереси.
В июне 1940 года, несмотря на объявление маршала Петена о перемирии, курсанты Сомюрской кавалерийской школы отказались прекратить борьбу с немцами. Их сопротивление продолжалось три дня.
Всему миру известны такие уроженца Сомюра, как модельер Коко Шанель и актриса Фанни Ардан.

## Достопримечательности
- Замок Сомюр (XI — XVI века)
- Церкви: Сен-Пьер, Нотр-Дам-де-Нантильи, Сен-Николя (XII век), Нотр-Дам-дез-Ардильер
- Ратуша в готическом стиле (XVI век)
- Каменный мост (середина XVIII века) длиной 448 м, соединяющий город через остров на Луаре с предместьем Круа-Верт
- Государственная школа верховой езды, созданная по приказу Людовика XVIII
- Музей бронетехники[англ.]
- Музей кавалерийской школы

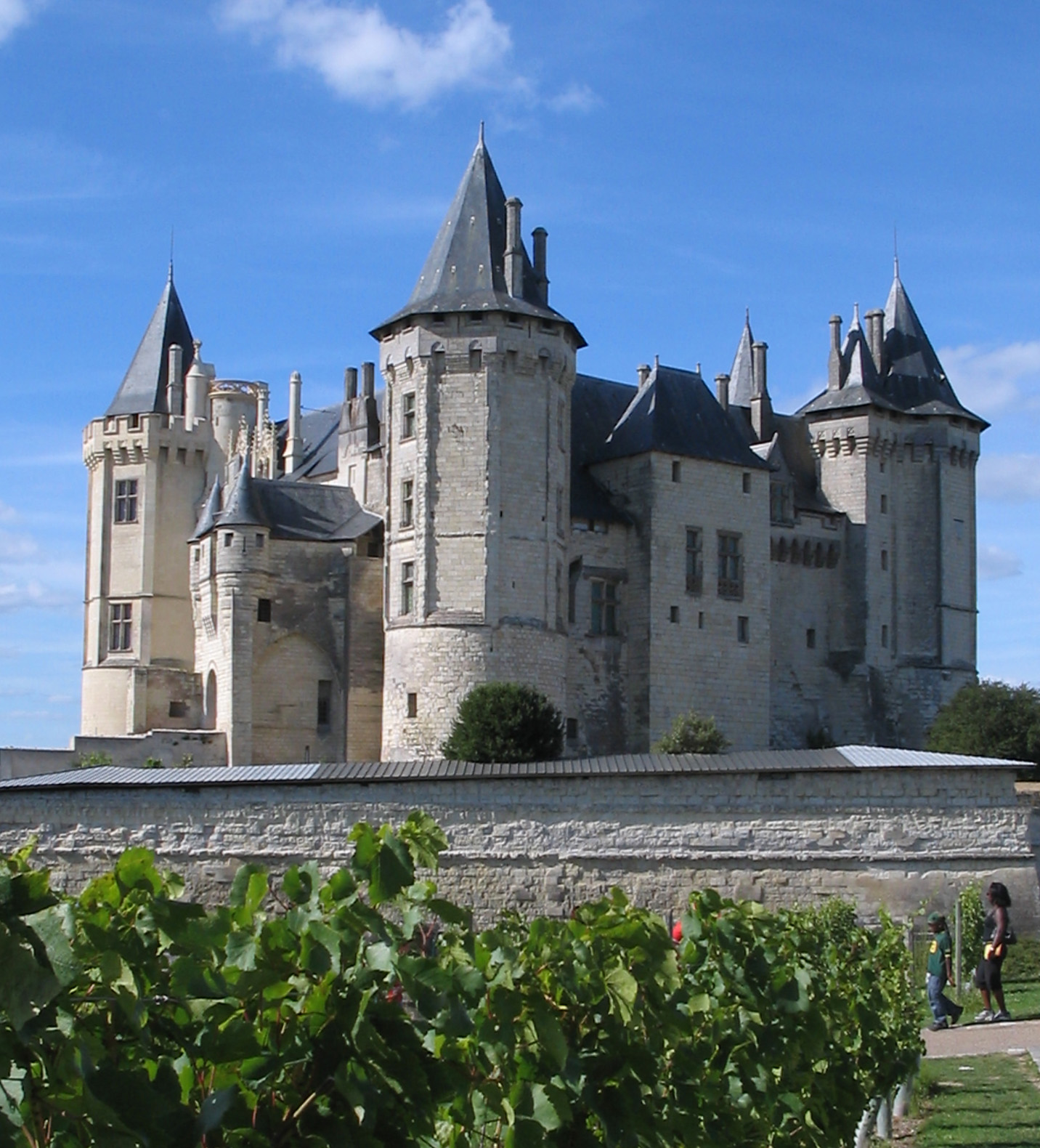
Замок Сомюр
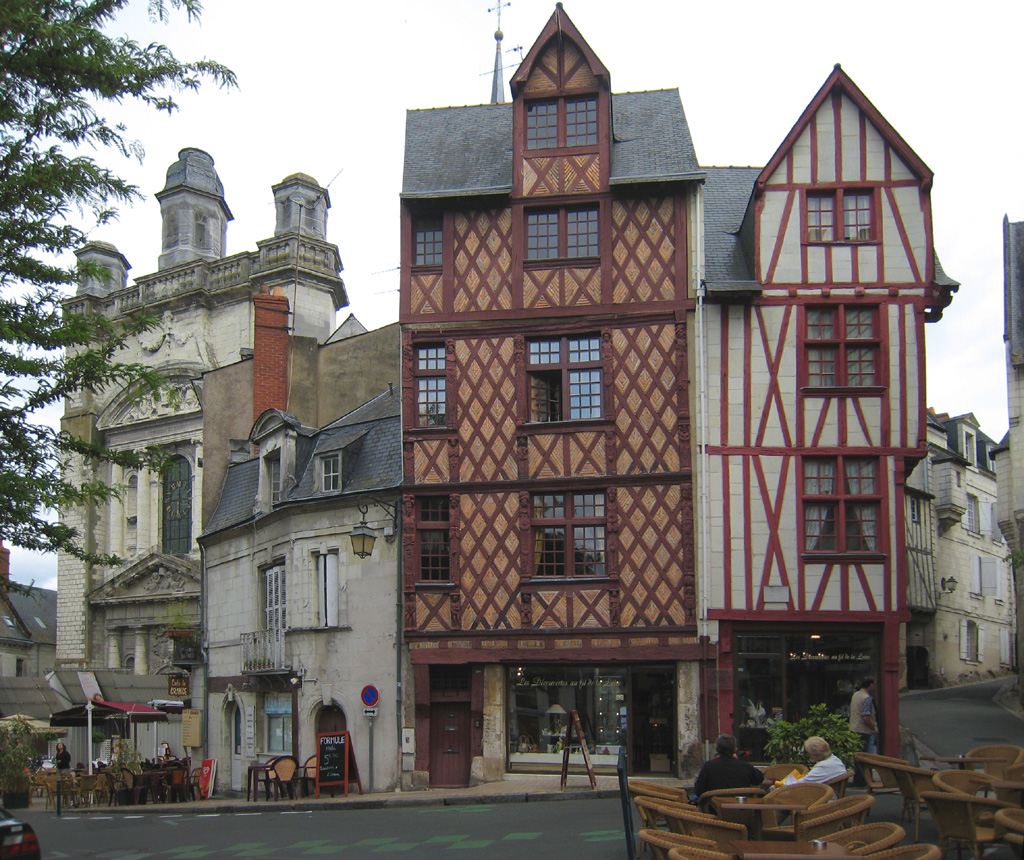
Уголок старого города
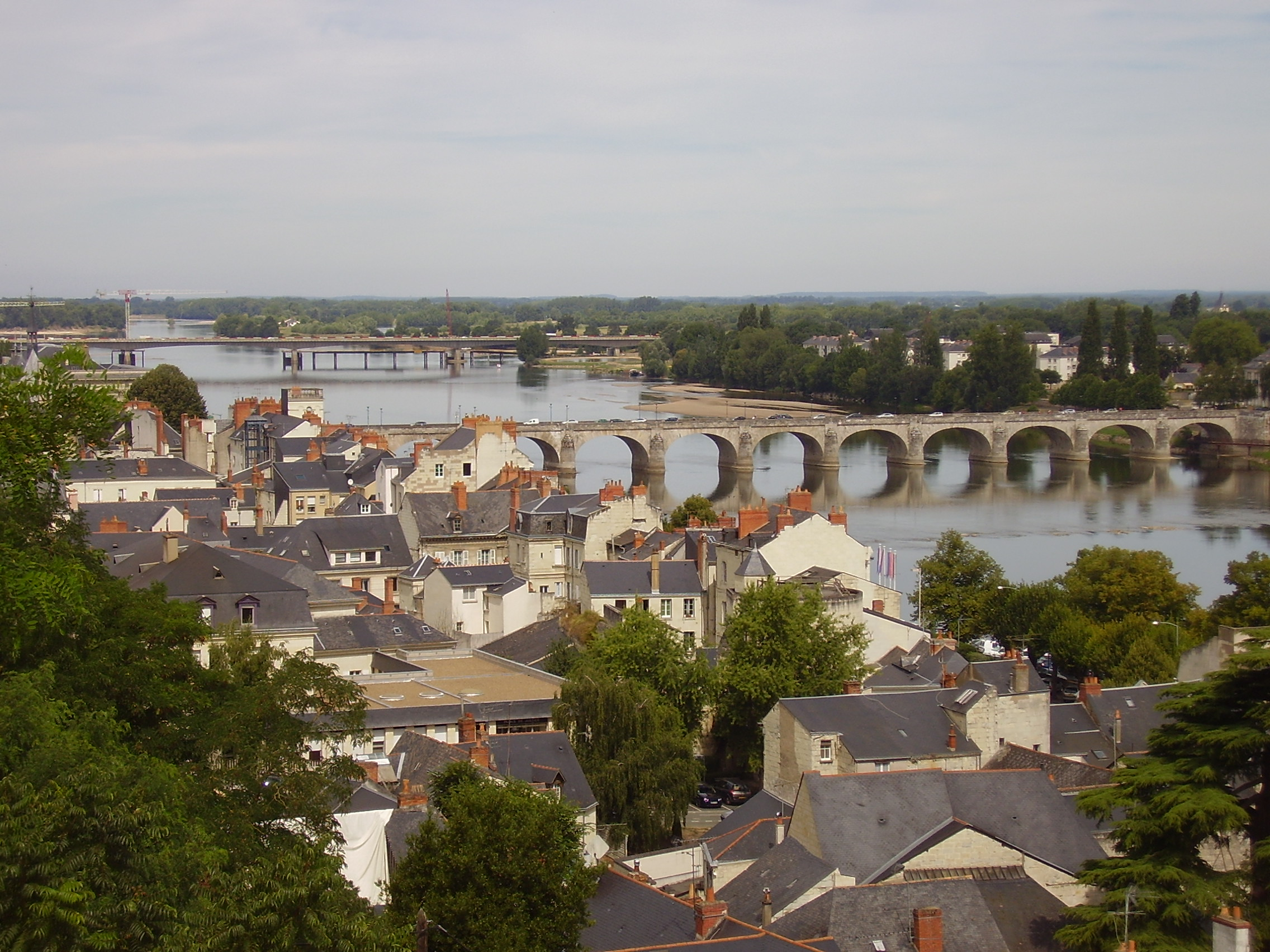
Арочный мост через Луару